# Olli Herman
Olli Herman Kosunen (19 de maio de 1983, Kuopio, Finlândia) é um vocalista finlandês que formou o Reckless Love. Ele também cantou no Crashdïet em 2006.

## Carreira
Olli Herman Kosunen nasceu em Kuopio, Finlândia. Ele também é conhecido como H. Olliver Twisted.
Antes de se tornar membro do Crashdïet, ele foi membro da banda de rock finlandesa Reckless Love. Eles lançaram um EP em 2006 chamado "Speed Princess". Em 2007, ele se juntou à banda Crashdïet, substituindo o vocalista Dave Lepard, que havia morrido em janeiro de 2006. Twisted lançou um álbum com Crashdïet: "The Unattractive Revolution", que apresentavam canções como "In the Raw" e "Falling Rain". Ele foi para uma turnê mundial com a banda. Em 13 de julho de 2008, Olliver Twisted deixa a banda então ele poderia gastar mais tempo com sua outra banda, Reckless Love. O último concerto foi no SommarRock em Svedala, Suécia, em 11 de julho de 2008.
Reckless Love lançou o primeiro álbum em 24 de fevereiro de 2010, intitulado de "Reckless Love", e o segundo álbum, "Animal Attraction" em 5 de outubro de 2011.

## Discografia

### Com Crashdïet
- The Unattractive Revolution (2007)

Singles/EPs
- In the Raw (2007)
- Falling Rain (2008)

### Com Reckless Love
- Reckless Love (2010)
- Animal Attraction (2011)
- Spirit (2013)
- InVader (2016)

Singles/EPs
- Monster (2016)
- Hot (2011)
- Badass/Get Electric (2010)
- Romance (2010)
- Beautiful Bomb (2009)
- One More Time (2009)
- Speed Princess (2006)
- Light But Heavy (2005)
- TKO (2005)
- So Yeah!! (2004)